# Lijst van Belgische adelsverheffingen 1972
Personen die in 1972 in de Belgische adel werden opgenomen of een adellijke titel verwierven.

## Baron
- Jean-Théophile Constant (1901- ), procureur-generaal Luik, erfelijke adel en persoonlijke titel baron.
- Maurice Orban, senator, hoogleraar, erfelijke adel en persoonlijke titel baron.
- Roger De Staercke (1902-1993), erfelijke adel en de persoonlijke titel baron.
- Joseph-Berthold Urvater (1910- ), erfelijke adel en de persoonlijke titel baron.
- Pierre Wigny, minister, erfelijke adel en de titel baron, overdraagbaar bij eerstgeboorte.

## Ridder
- Jonkheer Christian Le Fevere de ten Hove (1908-1994), notaris, de titel ridder, overdraagbaar bij eerstgeboorte.
- Jean-Marie Morelle (1899-1983), hoogleraar Leuven, erfelijke adel en persoonlijke titel ridder.
- Gérard de San (1908-1983), de persoonlijke titel ridder.
- Charles Schyns (1915- ), erfelijke adel en persoonlijke titel ridder.
- Maurice Sebrechts (1912-1980), notaris, erfelijke adel en de titel ridder.

## Jonkheer
- Philippe Cruysmans (1925), erfelijke adel
- Ivan Cruysmans (1928- ), erfelijke adel
- Guy Cruysmans (1930-1985), erfelijke adel
- Daniel Cruysmans (1933- ), erfelijke adel
- Xavier Cruysmans (1935- ), erfelijke adel